# Vărșag
Vărșag es una comuna ubicada en el distrito de Harghita, Rumania.

## Superficie
Cuenta con una superficie de 77,92 kilómetros cuadrados.

## Demografía
Hasta 2021 la población era de 1652 habitantes, con una densidad de población de 21,20 habitantes por kilómetro cuadrado.